# Klemm Kl 106
Il Klemm Kl 106 era un monomotore monoplano da turismo ed addestramento ad ala bassa sviluppato dall'azienda tedesca Leightflugzeugbau Klemm GmbH e rimasto allo stadio di prototipo.
Sviluppo del precedente Kl 35 realizzato in materiali non strategici se ne discostava per la costruzione della cellula, con struttura monoscocca completamente in legno invece di quella in tubi d'acciaio saldati.

## Storia del progetto
Nell'ambito dell'esigenza promossa dal Reichsluftfahrtministerium (RLM), il ministero che nel periodo nazista era responsabile dell'intera aviazione tedesca, nel valutare la possibilità di dotarsi di velivoli non destinati al combattimento realizzati in materiali non strategici la Klemm decise di proporre una variante del proprio Kl 35 riprogettando la cellula. Il nuovo velivolo, che adottò inizialmente la designazione Kl 35 C, riproponeva l'impostazione biposto ad abitacoli aperti ma con una nuova fusoliera, abbandonando la soluzione con struttura in tubi metallici in acciaio saldato per una struttura monoscocca interamente lignea, abbinandola all'ala monoplana ad ala di gabbiano invertita sulla quale era fissato il carrello d'atterraggio fisso e carenato.
Presentato il progetto alla commissione esaminatrice RLM, questa ritenne il velivolo sufficientemente differente da assegnargli una nuova designazione, la Kl 106, richiedendone un prototipo per le valutazioni che rimase l'unico esemplare costruito.